# Église Saint-Martin de Gentelles
L'église Saint-Martin de Gentelles est située dans le centre du village de Gentelles, dans le département de la Somme à une dizaine de kilomètres à l'est d'Amiens.

## Historique
Une chapelle fut construite à Gentelles au début du XIIIe siècle à laquelle succéda une église au XIVe siècle. Pendant la Première Guerre mondiale, le village de Gentelles fut totalement détruit, en 1918, au cours de la Bataille du Kaiser, dernière grande offensive allemande.
L'église Saint-Martin fut reconstruite durant l'entre-deux-guerres sur les plans de Jacques Debat-Ponsan.

## Caractéristiques

### Extérieur
L'église de Gentelles a été reconstruite en brique, son apparence sobre la rattache cependant au style art déco. Elle est construite selon un plan basilical traditionnel, sans transept. La caractéristique principale de l'édifice est le clocher-porche massif renforcé par des contreforts. Ce clocher se termine par un toit en pointe couvert d'ardoise.
La nef composée de cinq travées est prolongée par un chœur en abside. Des baies en plein cintre éclairent l'édifice.

### Intérieur
L'église de Gentelles conserve plusieurs objets anciens :
- des fonts baptismaux en pierre du XIIe siècle, classés monument historique, au titre d'objet depuis le 21 février 1907[2] ;
- une statue de la Vierge à l'Enfant, en pierre polychrome, du XIVe siècle, classée monument historique, au titre d'objet depuis le 31 août 1990[3] ;
- un crucifix en bois noir, du XVIIIe siècle, inscrit monument historique, au titre d'objet depuis le 4 juillet 1985[4] ;
- statue mutilée de la Vierge ?, inscrite monument historique, au titre d'objet depuis le 4 juillet 1985[5].

Les verrières sont garnies de vitraux réalisés dans les années 1940, représentant dans le chœur, saint Martin, la Mère-Dieu, dans la nef, sainte Thérèse de Lisieux, sainte Jeanne d'Arc, sainte Colette de Corbie, saint Pierre et saint Christophe.

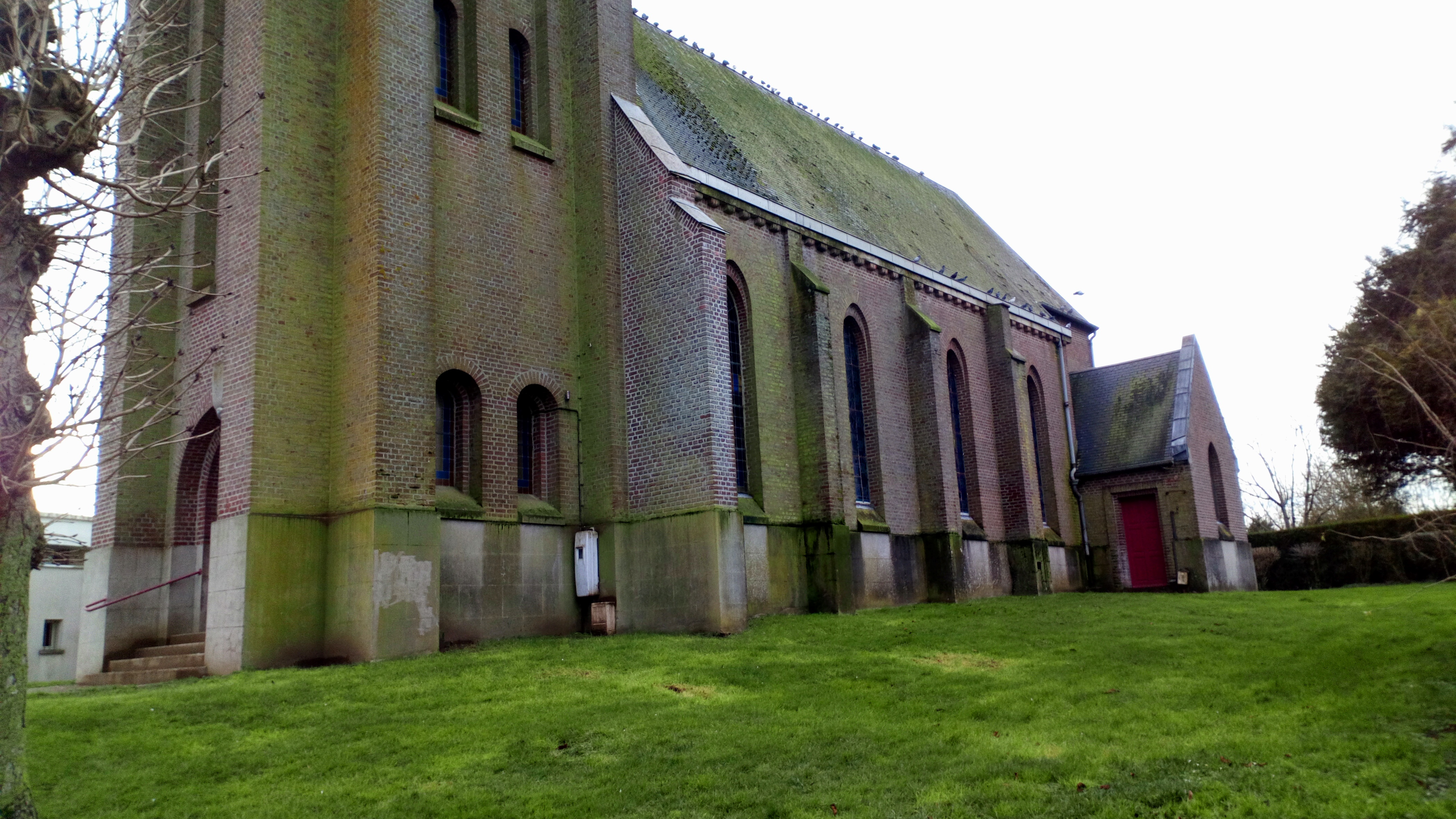
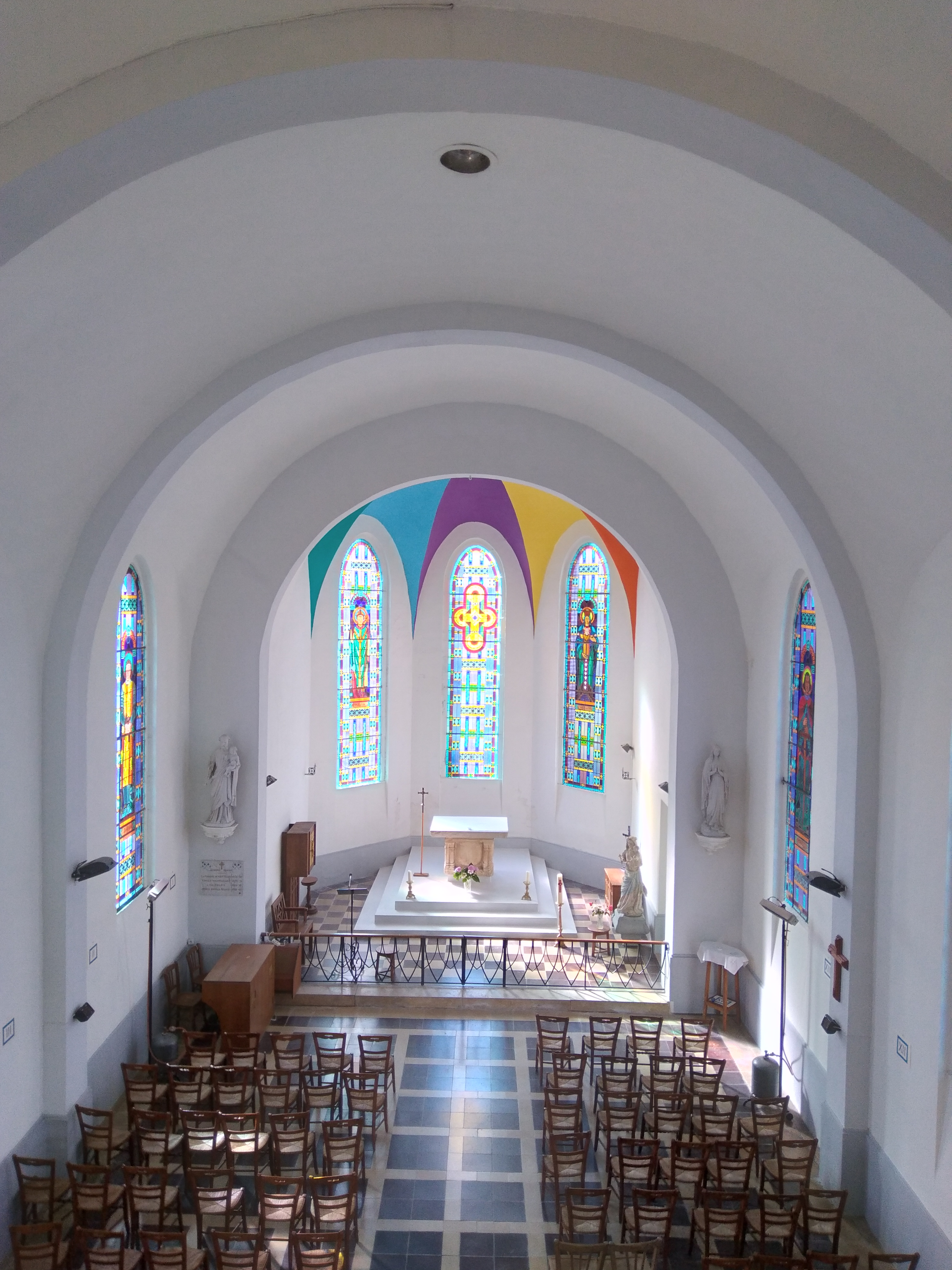